# 袖岡正清
袖岡 正清（そでおか まさきよ、1928年〈昭和3年〉 - 2022年〈令和4年〉4月9日）は、郷土史愛好家、乙訓の文化遺産を守る会 会員。長岡京の発掘者で、長岡京の存在を中山修一と共に初めて実証した。

## 人物
久世東土川に出生。向日市森本町で郷土史愛好家・骨董美術品愛好家として活動した。

## 功績
当時10年しか存在しない幻の都と言われていた長岡京を研究、発掘、発見、譲渡した。
昭和二十四年に研究開始、二十五年、向日市寺戸町にて独自の調査により長岡京で使用されていた瓦を発掘、二十九年にはこの瓦を焼いた窯跡を長岡京市奥海印寺の川原谷にてこの瓦を焼いた窯跡を見つけた。長岡京を存在を実証する大発見だった。川原谷は瓦谷だった。昭和三十年には阪急西向日駅北にて大極殿へ入る重要な門、会昌門を発掘した。これらは全て自前の作業だった。袖岡が第一発掘者
袖岡の発見、発掘は、昭和25年（1950年）より関係各所へ長岡京発掘調査の手柄を渡し続けた。